# Масийон, Жан-Батист
Жан-Батист Масийон (устар. Массильон; 24 июня 1663, Йер — 28 сентября 1742, Beauregard-l'Évêque) — французский проповедник.

## Биография
Сын бедного нотариуса в Провансе; на 18-м году жизни вступил в орден доминиканцев. Ещё в детстве он обнаруживал особенную склонность и способность к проповедничеству; но дебют его на церковной кафедре был неудачен, и только позже проповеди над гробом архиепископа вьенского (1691) и архиепископа лионского (1692) положили основание его известности: он был вызван в Париж и назначен директором Семинарии.
Когда его спросили, что он думает о тогдашних проповеднических знаменитостях Парижа, Масийон отвечал: «У них много таланта и учёности, но я не буду проповедовать так, как они»; он находил совершенно неуместными в проповеди учёность и блеск изысканного остроумия, которыми щеголяли Бурдалу и Боссюэ. В 1699 г. Масийон проповедовал при дворе, в присутствии короля. Людовик XIV был им очарован и однажды дал такую характеристику его проповеди: «Я много слышал у себя проповедников и всеми ими оставался доволен. Слушая Масийона, я всегда остаюсь недоволен… самим собой».
Масийон имел дар похвалить достойное, избегая лести, но ещё чаще бесстрашно рисовал пороки двора и общества, не впадая в шарж. В 1704 г. Масийон проповедовал перед Людовиком XIV в последний раз; о причинах удаления его от двора существуют различные предположения. В 1717 г. регент сделал Масийона епископом клермонским; в 1719 г. он был избран в члены Французской академии. Теснимый кардиналом Флери, он удалился в свою епархию, где пользовался всеобщей любовью.
От Масийона сохранилось около ста «слов» (sermons), из которых особенно замечательны десять, произнесённых в один из великих постов в присутствии восьмилетнего Людовика XV и известных под общим заглавием: «petit Carême»: в них содержится яркое изображение обязанностей, лежащих на сильных мира и властях, равно как проповеди «О милостыне» и «О малом числе избранных для царства небесного». Его надгробные речи (на смерть Конде, на смерть дофина; лучшая из них — на смерть Людовика XIV) не стоят на одинаковой высоте с petit Carême. Общие свойства проповедей Масийона: искренность и сила религиозного убеждения, тонкий психологический анализ, правдивость обличений, отсутствие аффектации, ясность и простота, высокая художественность языка.
Один из современных Масийону проповедников выразился о нём так: «Вот истинный оратор; мы в сравнении с ним лишь комедианты». Масийон написал ещё несколько похвальных слов (panégynques) в честь святых, речей (discours), сказанных в собраниях духовенства, конференций (conférences) и парафразов псалмов. Сам он не издавал своих сочинений; явившиеся ещё при его жизни — в 1705, 1706 и 1714 г. — проповеди он не признавал за свои. Его внук, аббат Масийон, выпустил первое полное издание его подлинных сочинений в Париже, в 1745—48 гг. Приписываемое Масийону сочинение: «Mémoires sur la minorité de Louis XV», по позднейшим исследованиям, не принадлежит ему. Русский перевод И. И. Ястребцова, «Избранные слова Массильона, епископа Клермонского…», имел три издания (1-е — в 1808—1809, 2-е — в 1817, 3-е — в 1845 гг.). «Беседы Массильйона епископа клермонскаго славнаго французскаго проповедника» были напечатаны в семи частях в Санкт-Петербурге в типографии Медицинского департамента Министерства внутренних дел в 1824—1825 годах.